# Оля и Монстр
Оля и Монстр — одесский музыкальный коллектив, исполняющий композиции в стилях дарквейв и этериал-вейв.

## История
В мае 2004 года Ольга Пулатова и Алексей «Монстр» Радионов, бывшие участники группы «Аэроплан», которая распалась в декабре 1999 года, решили вновь собраться вместе. От старого названия группы пришлось отказаться, так как для них начинался новый этап и новая ступень в творчестве. Долго над названием не раздумывали, так как одним из участников группы была Оля, а Алексея ещё в юности называли «Монстром рока». В итоге они решили стать группой с интригующим названием «Оля и Монстр». На тот момент Ольга продолжала выступать в уже ставшей известной и выпустившей три альбома группе Flëur. Но Ольге хотелось экспериментов, новых песен и звучания, не похожего на то, что она делала в составе Flëur. И рождение группы «Оля и Монстр» давало простор для всех творческих экспериментов Ольги и Алексея. Впервые группу «Оля и Монстр» зрители смогли увидеть 25 августа 2004 года на фестивале программы «Атмосфера» вместе с другими группами, включая и Flëur. Потом последовали выступления в клубе «Медуза» (21 января 2005 года), на готическом фестивале «Дети ночи» (17 сентября 2005 года), в клубе «Квартира Бабуин» (27 ноября 2005 года) и в одесском клубе «Выход» (10 марта 2006 года).

Музыка Оли и Монстр базируется на электронной подложке, на которую накладываются живые скрипка и гитара, и конечно же венчает все это превосходный вокал Ольги Пулатовой. По сути, как и в случае с Flëur, Оля и Монстр продолжают ту же линию, что и Земфира, Ночные Снайперы и другие женские группы конца 90-х. Женская инфантильность в духе ранней Земфиры, помноженная на трип-хоповую расслабленность, 4AD’шную атмосферность, и доставшуюся в наследство от Flëur камерность — вот, пожалуй, главные составляющие того, что было представлено на суд слушателей в воскресенье. Местами звучало наивно и немного инфантильно, но в целом достаточно искренне, без излишней наигранности. Параллели с Flëur очевидны, хотя отсутствие другой его ведущей участницы, Елены Войнаровской, сказывается, Оля и Монстр лишены тех выраженных бардовско-кспшных ноток, который столь явно проскальзывают у Flëur.
— Grigoriy «Tyrant» Sitenko (UGP Project) о концерте 27 ноября 2005
В марте 2007 года в интернете появились 9 демозаписей песен группы, которые ознаменовали начало работы над дебютным альбомом группы, который должен был выйти 14 августа 2007 года. Первый альбом группы получил название «Оля и Монстр». Местом презентации альбома был выбран одесский клуб «Выход», где 18 августа 2007 года группа представила всем свою дебютную работу.

До мелочей прописанное звуковое полотно альбома удачно сочетает потусторонние электронные звуки, глубокие басовые линии и энергичные барабанные сбивки с невероятно красивыми мелодиями, богатейшими гармониями и насыщенными, исполненными жизни оркестровками
— таким представил звучание альбома издавший его лейбл «Cardiowave»
Альбом получился очень интересным и отличным от всего того, что поклонники привыкли слышать в песнях Ольги Пулатовой в группе Flëur. Чувственный вокал Ольги, подчеркивающий каждую строчку, каждое слово в песне, красивые мелодии и богатое звучание музыки Алексея Радионова — открыли миру очередную сторону великолепной и очень интеллигентной музыки. Надрыв и агрессия и в то же время ласка и нежность — всё это отразилось в песнях группы «Оля и Монстр».
Выпустив свой дебютный альбом на Украине, группа решила не останавливаться на достигнутом. В это же время в России группа Flëur, в которой поёт Ольга Пулатова, становится широко известной. Вместе с группой Flëur Россия открыла для себя и группу «Оля и Монстр». Первыми это смогли сделать жители Санкт-Петербурга 30 октября 2007 года, когда на сцене клуба «Friday» («Пятница») прозвучали песни «Оли и Монстра» (тогда же и вторая вокалистка группы Flëur — Елена Войнаровская привезла свой сайд-проект МРФ) Концерт прошёл в уютной, почти домашней обстановке. Была исполнена также и новая песня группы «Оля и Монстр» — «Тени», не вошедшая в альбом.
Москвичи смогли впервые увидеть и услышать группу «Оля и Монстр» 14 февраля 2008 года в клубе «Ikra», где прошёл первый в России фестиваль музыкального лейбла Cardiowave. Вместе с группой «Оля и Монстр» на сцену вышли такие коллективы из Одессы, как «Белка и Стрелка», «Легендарные Пластилиновые Ноги» и два сайд-проекта Елены Войнаровской — «МРФ» и «Amurekimuri». Выступление прошло замечательно, каждая песня группы сопровождалась необычным и интересно подобранным видеорядом, что давало ещё больше смысловой нагрузки каждой песне.
Группа прекратила своё существование в августе 2008 года из-за недовольства Алексея от того, что Ольга начала выступать с московской пост-рок-группой «Верба» и использовать микс-версию песни «Сны деревьев» в их исполнении, не уведомив его.

## Состав
В состав входят:
- Ольга Пулатова — вокал, клавишные.
- Алексей Радионов — программирование, гитара, клавишные.
- Екатерина Соколова — скрипка.

## Дискография
- 2007 — «Оля и Монстр»

Композиции:
1. В незнакомом городе одна
2. Жертва
3. Он не такой, как все
4. Мой нежный цветочек
5. Паранойя
6. Игра
7. Рецессивный ген
8. Голос
9. Человечность
10. Равновесия нет
11. Воскресным утром
12. Сны деревьев
13. 9.30